# Captain Kangaroo
Captain Kangaroo est une émission de télévision américaine pour la jeunesse diffusée quotidiennement du 3 octobre 1955 au 8 décembre 1984 sur le réseau de télévision CBS. Avec presque 30 ans de diffusion continue, elle est à ce jour considérée comme le programme pour enfants ayant la plus longue longévité à la télévision américaine.
Le programme, conçu et animé par l'acteur et producteur Bob Keeshan (en), met en scène le personnage du capitaine Kangaroo et sa maison au trésor. Le capitaine Kangaroo y raconte des histoires, y invite des célébrités et interagit avec un certain nombre de personnages réguliers, humains ou marionnettes.
Le programme, diffusé en direct pour la côte Est et le Midwest des États-Unis, était enregistré en kinéscope pour être ensuite rediffusé sur la côte Ouest.